# Saint-Boil
Saint-Boil é uma comuna francesa na região administrativa de Borgonha-Franco-Condado, no departamento Saône-et-Loire. Estende-se por uma área de 11,78 km². Em 2010 a comuna tinha 501 habitantes (densidade: 42,5 hab./km²).